# Нишвил
Нишвил (енгл. Nišville) је међународни џез фестивал који се одржава у Нишу, Србија.

## О фестивалу
Фестивал се одржава током августа на више локацијa у Нишкој тврђави и ван ње. Постоји велики број стејџева, a то су: MAIN – EARTH/SKY STAGE (плато Нишке Тврђаве), MIDNIGHT JAZZDANCE STAGE (травнати плато у Тврђави поред некадашњих сликарских атељеа), OPEN STAGE (плато код галерије), RIVER STAGE (Амфитеатар на кеју), YOUTH STAGE (код Лапидаријума у Тврђави ), MATINE STAGE (код ТПЦ "Калча"), KRISTINA STAGE (код Планинарског дома), MOVIE STAGE (код “Салона 77”) и WELCOME STAGE (на Тргу Краља Милана).
Интернационални џез фестивал Нишвил, најпосећенији џез фестивал југоисточне Европе, већ годинама доследно брани европске вредности мултикултуралности и стрпљиво негује музички укус појединаца. Потврда тога је и велики текст “Нишвил - европско лице Србије” (“Nišville - European face of Serbia”) објављен у гласилу Европске уније, магазину “New Europe” који излази у Бриселу.
Нишвил џез фестивал је Јавна Градска Манифестација Ниша, а одлуком Министарства културе Републике Србије и Манифестација од Националног значаја. Нишвил је једина културна манифестација добитник статуе “Најбоље из Србије” за 2011. годину, по избору Министарства трговине и услуга, Привредне коморе Србије и часописа “Привредни преглед”, а добитник је и награде “Пројекат будућности” у акцији Клуба привредних новинара Србије 2010 и Центра за мала и средња предузећа. Туристичка организација Србије уврштава Нишвил у своју званичну сајамску понуду широм Европе, а многе домаће и стране туристичке организације и агенције позивају заљубљуенике у џез да, крајем августа, посете Србију и митски град Ниш.
Концепт фестивала је од почетка, осим на „традиционалнијим” формама џеза, био заснован пре свега на фузији овог правца са етно традицијама различитих делова света а нарочито Балкана. Најпознатији џез магазин на свету, амерички "Downbeat” је у опширном приказу фестивала оценио Нишвил као фестивал који на најбољи могући начин истовремено промовише џез као правац настао на америчком континенту, музичку традицију Балкана, али и посебно спој та два стила, чиме је Нишвил умногоме допринео представљању балканске музике као новог светског тренда. Утицајни британски дневни лист "The Guardien" уврстио је Нишвил у Топ 10 џез фестивала у свету. На фестивалу су током претходних издања наступили: Solomon Burke, Billy Cobham, Benny Golson, Tom Harrell, Ron Carter, Hans & Candy Dulfer, Randy Brecker, Miroslav Vitous, Mingus Dynasty, Dr Donald Byrd, Manu Dibango, Stanley Jordan, Richard Galliano, Reggie Workman, Jimmy Cobb, Rosenberg trio, Larry Coryell, Lenny White, Victor Bailey, De Phazz, Terje Rypdal, Incognito, Sly Dunbar & Robbie Sheakspeare, Rick Margitza, Phillipe Catherine, Grace Kelly, Mungo Jerry Bles Band, Jamie Davis, Joe „Mr Defunkt“ Bowie, Yehia Khalil, Miles Grifitt, Denise Jannah, Aria Hendicks, Bemshie Shearer, Ivo Papasov, Larry Vuckovic, Daniel Marques, Sexto Sentido, Le Mystere des Voix Bulgares, New York Ska Jazz Ensemble, Gille Peterson, Jose James, Rodney Jones, Donald Harrison, Milcho Leviev, Nils Peter Molvaer, Sidsel Endresen, Francois Jeaneaux, Teodosi Spasov, Yildiz Ibrahimova,Jazzanova, Ginger Baker, Pee Wee Ellis, Adam Nussbaum, Kyle Eastwood, Душко Гојковић, Стјепко Гут, Бора Роковић, Шабан Бајрамовић, Есма Реџепова, Нада Павловић, Бора Дугић, Зоран Предин, Дадо Топић, Оркестар Бобана и Марка Марковића, Влатко Стефановски, Леб и Сол (...)
У 2017-тој години фестивал ће бити одржан од 10 до 13. августа у Нишкој тврђави.
Нишвил од 2006. године заслужним домаћим музичарима додељује награду за животно дело.